# O.B.Y. 1
O.B.Y. 1 (auch OBY 1) ist ein Computerspiel des deutschen Entwicklers Andreas Mettler, das verschiedene Geschicklichkeitsübungen, Denkaufgaben und Duelle für Roboter bietet. Veröffentlicht wurde es unter dem Label Magic Soft von Software 2000 im Jahr 1991 für die Computer C64, Amiga und Atari ST.

## Beschreibung
Der Spieler steuert einen Roboter (O.B.Y. 1) und hat die Aufgabe, radioaktive Lecks zu versiegeln. Hierzu schiebt er Steine über das mit Hindernissen ausgestattete Spielfeld, bis sie ein radioaktives Leck erreicht haben. Die Steine haben unterschiedliche Reichweiten und können am Ziel fixiert werden. Einige Szenarien verstehen sich als Geschicklichkeitsübungen, andere als Denkaufgaben. Im Zweispieler-Modus können die Aufgaben auch als Duell ausgetragen werden. Die Spielanleitung stellt es den Spielern ausdrücklich frei, ob die Szenarien kooperativ oder als Wettbewerb gelöst werden sollen. Für den Einzelspieler-Modus stehen 10 Szenarien zur Verfügung, für den Zweispieler-Modus 20.

## Systeme und Versionsunterschiede
Das Spiel wurde 1991 zeitgleich für den Commodore 64, den Amiga und den Atari ST veröffentlicht. Ursprünglich wurde es von Andreas Mettler für den Commodore 64 entwickelt. Der Entwickler zeichnete hierbei auch für die grafische Gestaltung und die Musik verantwortlich. Die Amiga- und Atari-ST-Versionen wurden von Matthias Müller programmiert. Die Musik dieser beiden Versionen wurde von Hans-Hermann Frank komponiert. Die Amiga-Version enthält zusätzliche Hintergrundgrafiken, die vom Pixlers Studio aus Wien erstellt wurden. Das Spiel kam 2005 in der Sammlung C64-Classix von Thomas Steiding auf CD-ROM erneut in den Handel.

## Besonderheiten

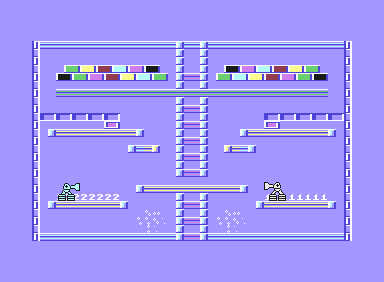
O.B.Y. 1 – Zweispieler-Modus

### Auswahl der Szenarien
O.B.Y. 1 verzichtet auf ein Auswahlmenü der Szenarien und der Spielermodi im eigentlichen Sinne und bietet stattdessen ein eigenes Menü-Szenario zur Auswahl des nächsten Spiels an. Der Spieler bewegt den Roboter dabei auf die gewünschte Plattform mit einem Einspieler- oder Zweispieler-Szenario und startet das Spiel.

### Verzicht auf Punktewertung
Das Spiel verzichtet auf Punktewertung und Highscore-Angabe. Wird ein Szenario gelöst, so springt der Roboter dreimal in die Höhe und das Auswahlszenario wird wieder angezeigt. Alle Szenarien sind direkt auswählbar.

### Einsatz der Subliminal-Technik
Das Spiel experimentierte mit motivationssteigernden Suggestionen der Subliminal-Technik. In unregelmäßigen Abständen werden über die Spieler-Sprites für den Bruchteil einer Sekunde Begriffe wie „Super“ oder „Great“ eingeblendet. Diese sind für den Spieler bewusst kaum wahrnehmbar und lediglich durch ein kurzes Flackern der Spielfiguren zu erkennen.